# Makai Ouji
Makai Ouji (Nhật: 魔界王子 devils and realist Hepburn: Makai Ōji) là một bộ sê-ri manga Nhật Bản sáng tác bởi Madoka Takadono và minh hoạ bởi Utako Yukihiro. Sê-ri Anime gồm 12 tập của hãng phim Doga Kobo được phát sóng từ ngày 7 tháng 7, 2013 đến ngày 22 tháng 9, 2013.

## Cốt truyện
Nước Anh, 1889. Cậu thanh niên 17 tuổi William Twinning, là một thiên tài, học hành dựa trên tiền bổ trợ của chú mình và cuộc sống của cậu bỗng đảo ngược khi cậu tình cờ triệu hồi một con quỷ trong tầng hầm nhà mình khi đang tìm kiếm tiền để trả học phí. Con quỷ, Dantalion, giới thiệu với William rằng anh ấy là "Elector- người duy nhất có thể chọn người ra luật cho Địa Ngục như là đế quốc thuộc về họ", Lucifer, đang nghỉ ngơi để khôi phục lại sức mạnh  — và bắt nguồn từ Vua Solomon, người có quyền lực cai quản ác quỷ được biết như  Bảy mươi hai trụ cột của ông. William, theo chủ nghĩa khoa học, không tin vào ác quỷ và miễn cưỡng bị ràng buột với sức mạnh ở Địa Ngục. Tuy vậy, Dantalion lại gần William và quyết định đến trường của cậu cho đến khi William chọn lựa việc trở thành Vua.

## Nhân vật

### Nhân vật chính
William Twining (ウイリアム・トワイニング Uiriamu Towainingu)
Lồng tiếng bởi: Takuya Eguchi
Là một học sinh được coi là một thiên tài, nhưng lại vô tình triệu hồi con quỷ Dantalion, và được cho là người kế thừa, hậu duệ Solomon.
Kevin Cecil (ケヴィン・セシル Kevin Seshiru)
Lồng tiếng bởi: Jun Fukuyama
Người quản gia của nhà Twinning, luôn luôn bên cạnh William và tâm huyết phục vụ cậu. Thật ra là Thiên Sứ của Thiên Đường nhưng sẵn sàng sa ngã để đi theo William, vốn thuộc vào phe ngược lại.
Dantalion (ダンタリオン Dantarion)
Lồng tiếng bởi: Takuma Terashima
Dantalion là Đại Công Tước của Địa Ngục, cầm đầu của 36 quân đội Địa Ngục và là một con quỷ Nephilim.
Sytry (シトリー Shitorī)
Lồng tiếng bởi: Yoshitsugu Matsuoka
Như là một Thiên thần sa ngã, Sytry là một nguyên mẫu của quỷ, và nhìn như một ác quỷ nếu bỏ đi lớp vỏ con người. Khi vào trường của William, cậu ấy tự xưng là "Sytry Cartwright" và được đối đãi như một công chúa tại đó vì sắc đẹp của cậu.
Camio (カミオ Kamio)
Lồng tiếng bởi: Tetsuya Kakihara
Một con quỷ bình thường, Camio là trụ cột thứ 53, điều khiển 30 quân đội và là Đại Tổng Thống của Địa Ngục. Anh là con quỷ lai, sinh ra từ mối quan hệ bất chính giữa người mẹ con người, Công chúa Cassandra of Troy, và Lucifer.
Isaac Morton (アイザック・モートン Aizakku Mōton)
Lồng tiếng bởi: Motoki Takagi
Issac là bạn của William ở trường Stradford và có một đam mê mạnh mẽ với tâm linh và phép thuật. Bất kể Issac và William có tính cách trái ngược, họ vẫn là bạn tốt và Isaac thường tham gia những trò pháp thuật xung quanh William với niềm vui.

### Quỷ
Gilles de Rais (ジルドレイ Jiru do Rei)
Lồng tiếng bởi: Kousuke Toriumi
Gilles "Bluebeard" de Rais có tên đầy đủ là: "Baron de Rais and Count of Brienne, Gilles de Monmorency-Laval". Gilles đã chết gần 400 năm.
Astaroth (アシュタロス Ashutarosu)
Lồng tiếng bởi: Sachi Kokuryu
Một người phụ nữ da đen, Astaroth là Nam Đại Nữ tước của Địa Ngục, lãnh đạo 40 đoàn quân. Cô ấy đứng thứ hạng 29 trong Địa Ngục.
Baalberith (バアルベリト Baaruberito)
Lồng tiếng bởi: Keiji Fujiwara
Tây Nam Tước và lãnh đạo Đội the Anti-Nephilim faction, Ông cọn Sytry như ứng cử viên của ông để làm Vua. Cho dù Sytry là cháu trai của ông, ông vẫn xem cậu như con rối của mình và đối xử tệ bạc. Ông là một trong những lý do khiến Sytry trở thành quỷ.
Beelzebub (ベルゼビュート Beruzebyūto)
Lồng tiếng bởi: Shinnosuke Tachibana
Bắc Nam Tước và là chồng của Astaroth, Beelzebub  là con quỷ cấp cao điều khiển 16 đội quân, một trong những ông vua của bốn góc Thế Giới. Ông chọn Camio làm ứng cử viên thay thế Vua.
Samael (サマエル Samaeru)
Lồng tiếng bởi: Akira Ishida
Đông Nam Tước và là Chief Steward của thế giới ác quỷ, Samael là vị vua duy nhất không chọn một ứng cử viên để thay thế Vua. Ông làm vậy để thể hiện lòng trung thành với Lucifer.
Lamia (ラミア Ramia)
Lồng tiếng bởi: Shiori Mikami
Lamia đứng thứ 77 trong hệ thống cấp bậc của Địa ngục và sở hữu chức vị Công chúa. Cô là con của Astaroth và Beelzebud. Say mê Dantalion và thậm chí còn nhận mình và vợ của anh ấy. Đang được chăm sóc và nhận lệnh từ mẹ.
Amon (アモン) and Mamon (マモン)
Lồng tiếng bởi: Kazutomi Yamamoto (Amon), Yūto Suzuki (Mamon)
Con dơi đen Amon và con dơi trắng Mamon, người hầu của Dantalion.
Baphomet (バフォメット Bafometto)
Lồng tiếng bởi: Hiroki Yasumoto
Baphomet là con dê đen quản gia của Dantalion. Ông ấy chăm sóc nhà của Dantalion và có thể nấu ăn rất ngon.
Leonard (レオナール Reonāru)
Lồng tiếng bởi: Kenshō Ono
Leonard là con cừu trắng quản gia của Sytry và căm thù quản gia của Dantalion. Anh ấy nấu ăn ngon nhưng không bằng Baphomet.
Eligos (エリュゴス Eryugosu)
Lồng tiếng bởi: Yū Kobayashi
Eligos là trụ cột thứ 15 của Solomon, cầm đầu 60 đoàn quân.
Lucifer (ルシファー Rushifā)
Hoàng đế của Địa ngục và một thiên thần sa ngã, Lucifer nổi loạn chống lại Chúa và bị anh trai Michael đánh bại và bị đưa xuống Địa ngục. Để bảo toàn cuộc sống vĩnh hằng của mình, ông ta phải nghỉ ngơi định kỳ, và trong thời gian đó, một vị vua thay thế được đưa lên.

### Con Người
Solomon (ソロモン Soromon)
Lồng tiếng bởi: Mitsuki Saiga
Vua Solomon nước Israel là đứa con trai của David, và dành tuổi thơ của mình để học phép thuật và triệu tập ác quỷ. Solomon được biết đến với trí tuệ thượng thừa và được Chúa ban phước. Dantalion là con quỷ thân cận nhất của Solomon, đồng thời là con quỷ đầu tiên của ông.
Mycroft Swallow (マイクロフト・スワロー Maikurofuto Suwarō)
Lồng tiếng bởi: Yūki Ono
Mycroft là một người bạn khác và là bạn cùng trường của William tại Stradford, họ thường ủng hộ nhau và Swallow đôi khi bao che cho William khi cậu ta biến mất. Không giống như Isaac, anh ta không biết gì về thế giới quỷ bao quanh William, nhưng lại dính líu đến một sự cố liên quan đến quỷ sau khi cha anh ta lập giao ước với Eligos.
Ernest Crosby (アーネスト・クロスビー Ānesuto Kurosubī)
Lồng tiếng bởi: Kazuyuki Okitsu
Ernest Crosby là cựu mục sư của nhà thờ Stradford và là thành viên của "Bàn tay của Chúa", một tổ chức đặc biệt của người trừ tà.
Samuel Liddell Mathers (サミュエル・リドル・メイザース Samyueru Ridoru Meizāsu)
Là một pháp sư, cựu thành viên của "Bàn tay của Chúa" và Bá tước Glenstrae, Mathers mong muốn tăng cường sức mạnh cho loài người để ngăn chặn ác quỷ và thiên thần sử dụng chúng. Anh ta nhận chức giáo viên tại trường Stradford để dạy William cách sử dụng phép thuật.
Maria Mollins (マリア・モリンズ Maria Morinzu)
Lồng tiếng bởi: Emi Shinohara, Chinatsu Akasaki (young)
Maria Mollins là người ký túc xá của Trường Stradford, và được coi là một người phụ nữ nghiêm khắc nhưng quan tâm đến học sinh. Khi còn là một cô gái trẻ, cô đã gặp Camio và biết anh là quỷ. Cô yêu anh ta, nhưng Camio đã biến mất để bảo vệ cô khỏi thế giới quỷ. Cô ấy được đoàn tụ với anh ấy nhiều năm sau đó và sau đó rời trường học vì các vấn đề về phổi, nhưng Camio vẫn thường xuyên đến thăm cô ấy.
Adrian Swallow (エイドリアン・スワロー Eidorian Suwarō)
Lồng tiếng bởi: Dai Matsumoto
Adrian Swallow là cha đẻ của Mycroft Swallow và là một chính trị gia nam tước. Sau một tai nạn mà lẽ ra phải chết, anh đã thỏa thuận với Eligos để linh hồn của mình được sống lâu hơn, nhưng cuối cùng lại bị tiêu diệt bởi những người trừ tà.
Elizabeth Dale (エリザベス・デール Erizabesu Dēru)
Elizabeth là vị hôn thê được đề xuất cho Mycroft Swallow, người mà cô gọi là "Mike". Cô là một người Mỹ với cách cư xử ồn ào, khiến cô bị giới thượng lưu ở Anh chế giễu.
Elliot Eden (エリオット・イーデン Eriotto Īden)
Elliot Eden là một cậu bé thông minh tại Trường Stradford xuất thân từ một dòng dõi được tôn sùng, và bị Michael chiếm thân xác để gặp William ở trường.
Barton Twining (バートン・ツイニング Bāton Towainingu)
Barton Twining là chú của William Twining, và là người phụ trách tài sản của William sau khi mất cha mẹ và chịu trách nhiệm chăm sóc cậu. Ông ấy là một nhà khảo cổ học thường tài trợ cho các cuộc đào khảo cổ. Khi công việc kinh doanh của ông thất bại và phá sản, những người đòi nợ lấy hết tài sản từ điền trang Twining và ông biến mất sau khi phá sản.

### Thiên Sứ
Michael (ミカエル Mikaeru)
Lồng tiếng bởi: Hiroshi Kamiya
Michael là một tổng lãnh thiên thần độc ác và quỷ quyệt, là Thủ lĩnh của các Thiên thần. Cậu là anh trai của Lucifer và có âm mưu cản anh trai của mình trở lại ngai vàng và biến William thành một con tốt cho Thiên đường. Kể từ khi cậu ta hoạt động tích cực và ra lệnh cho Kevin, cậu bị mờ dần vì thiếu nghỉ ngơi.
Raguel (ラグエル Ragueru)
Lồng tiếng bởi: Jun'ichi Miyake
Raguel là một chàng trai trẻ bí ẩn và là người trừ tà cho "Bàn tay của Chúa", cũng như một thiên thần phục vụ dưới quyền của Uriel. Cậu rất tận tâm với Kevin. Uriel nhận thức được sự trung thành mâu thuẫn của Kevin với William và Thiên Đường.
Metatron (メタトロン)
Là một thiên thần cấp cao, Metatron là Thủ lĩnh của Đức và từng là một con người.
Jeanne d'Arc (ジャンヌダルク Jannu Daruku)
Lồng tiếng bởi: Saki Fujita
Jeanne là một nữ anh hùng nổi tiếng trước đây và bị Michael biến thành một người lính trung thành cho Thiên đường để trở thành vị tướng cho "Đội quân cứu rỗi" của cậu ta. Do sức mạnh và kỹ năng của mình, cô ấy được dự kiến sẽ trở thành một thiên thần dưới sự đề cử của Michael.

## Truyền Thông

### Manga
Viết bởi Madoka Takadono và minh hoạ bởi Utako Yukihiro, Makai Ouji: Devils and Realist đã được phát hành trên tờ tạp chí manga shōjoMonthly Comic Zero Sum since its debut in late 2009. Các chương được phát hành bằng những tập tankōbon bởi Ichijinsha. Bộ truyện kết thúc vào tháng 2 năm 2018, và có tổng cộng 15 tập cho đến nay.    Phiên bản giới hạn cũng được phát hành với bìa sách thay thế và màu sắc đặc biệt.
Công ty xuất bản Carlsen Comics của Đức và công ty Đài Loan Ever Glory Publishing đã cấp phép cho bộ truyện. Ở Pháp, nó được cấp phép bởi Tonkam với tựa đề "Devils and Realist" và tập đầu tiên ra mắt vào ngày 24 tháng 8, 2011. Công ty xuất bản của Ý có tên là Goen đã cấp bản quyền bộ truyện với tên "Devils and Realist" năm 2012, và đã xuất bản tổng cộng là 3 tập cho đến nay. Công ty xuất bản Bắc Mỹ Seven Seas Entertainment cũng đã cấp phép cho bộ truyện dưới tựa đề "Devils and Realist" và tập đầu tiên ra mắt vào ngày 15 tháng 4, 20q4.

### Anime
Được thông báo vào ngày 24 tháng 12, 2012 rằng một bộ phim anime chuyển thể từ bộ truyện đang trong quá trình tiến hành, bao gồm 12 tập, và được công chiếu vào ngày 7 tháng 7, 2013. Crunchyroll đã phát trực tiếp bộ phim với phụ đề tiếng Anh khi phát sóng tại Nhật Bản. Anime được cấp bản quyền tại Nam mỹ bởi Sentai Filmworks, và nó được ra mắt vào ngày 7 tháng 3, 2015 trên định dạng chỉ phụ đề DVD/Blu-ray.
Anime truyền hình được sản xuất bởi Doga Kobo và Pony Canyon, đạo diễn bởi Chiaki Kon, kịch bản bởi Michiko Yokote, và thiết kế nhân vật bởi Kikuko Sadakata. Nhạc chủ đề mởi đầu và kết thúc lần lượt là, "Believe My Dice" và "a shadow's love song", do Takuya Eguchi, Takuma Terashima, Yoshitsugu Matsuoka, và Tetsuya Kakihara thể hiện. Dĩa CD của bài nhạc phát hành vào ngày 24 tháng 7, 2013.
Bộ đĩa Blu-ray/DVD Makai Ouji: Devils and Realist phát hành lần đầu tiên vào ngày 18 tháng 9,2013 và bộ thứ hai ra mắt vào ngày 16 tháng 10, 2013. Bộ thứ ba phát hành vào ngày 20 tháng 11, 2013 và bộ thứ bốn ra mắt ngày 18 tháng 12 năm 2013. Bộ thứ năm phát hành ngày 1 tháng 1, 2014 và bộ thứ sáu cùng với bộ cuối cùng vào ngày 19 tháng 2 năm 2014. Phiên bản giới hạn của Blu-ray/DVD bao gồm hàng đặc biệt và bìa đĩa thay thế.

## Tham Khảo
1. ↑  "魔界王子devils and realist Release".
2. ↑  26 tháng 1 năm 2018/devils-and-realist-manga-ends-in-february/.126953 "Devils and Realist Manga Ends in February". Anime News Network. ngày 26 tháng 1 năm 2018. Truy cập ngày 26 tháng 1 năm 2018. {{Chú thích web}}: Kiểm tra giá trị |url= (trợ giúp)
3. ↑  "Devils and realist".
4. ↑  "Risultati della ricerca per "devils and"". Truy cập ngày 1 tháng 8 năm 2021.
5. ↑  "Seven Seas Adds Makai Ōji: Devils and Realist Manga".
6. ↑  24 tháng 12 năm 2012/makai-oji/devils-and-realist-manga-has-anime-in-the-works "Makai Ōji: Devils and Realist Manga Has Anime in the Works". Anime News Network. Truy cập ngày 6 tháng 7 năm 2013. {{Chú thích web}}: Kiểm tra giá trị |url= (trợ giúp)
7. ↑  6 tháng 7 năm 2013/crunchyroll-to-stream-more-world-god-only-knows-silver-spoon-makai-ouji "Crunchyroll to Stream More World God Only Knows, Silver Spoon, Makai Ouji". Truy cập ngày 6 tháng 7 năm 2013. {{Chú thích web}}: Kiểm tra giá trị |url= (trợ giúp)
8. ↑  "Crunchyroll Adds "SILVER SPOON", "The World God Only Knows: Goddesses" and "WATAMOTE" Anime to Streaming Lineup". Bản gốc lưu trữ ngày 9 tháng 7 năm 2013. Truy cập ngày 6 tháng 7 năm 2013.
9. ↑  27 tháng 4 năm 2013/makai-oji/devils-and-realist-anime-1st-promo-more-cast-date-revealed "Makai Ōji: Devils and Realist Anime's 1st Promo, More Cast, Date Revealed". Anime News Network. ngày 27 tháng 4 năm 2013. Truy cập ngày 4 tháng 5 năm 2013. {{Chú thích web}}: Kiểm tra giá trị |url= (trợ giúp)
10. ↑  13 tháng 11 năm 2014/sentai-filmworks-adds-makai-oji-devils-and-realist-anime/.81047 "Sentai Filmworks Adds Makai Oji: Devils and Realist". Anime News Network. ngày 14 tháng 11 năm 2014. {{Chú thích web}}: Kiểm tra giá trị |url= (trợ giúp)
11. ↑  "TVアニメ「魔界王子」OP&EDテーマ「Believe My Dice/a shadow's love song」". Truy cập ngày 24 tháng 7 năm 2013.
12. ↑  "Makai Ouji Blu-ray & DVD". Bản gốc lưu trữ ngày 16 tháng 5 năm 2021. Truy cập ngày 12 tháng 7 năm 2013.